# Acaz
Acaz (em hebraico: אָחָז - 'Aḥaz; "realizou"), o nome Acaz é uma abreviatura do nome de Jeoacaz (em hebraico: יְהוֹאָחָז; - Yəhō'aḥaz; "Senhor realizou"), foi o décimo segundo rei de Judá, e o filho e sucessor de Jotão. Acaz tinha 20 anos quando exerceu o cargo e iniciou o seu reinado em 735 a.C. governando por 16 anos, sendo contemporâneo do profeta Isaías.
É considerado um rei mau, de acordo com a Bíblia, pois promoveu a idolatria, fechou as portas do Templo de Deus e sacrificou o próprio filho aos deuses pagãos. Além disso, ele ofereceu sacrifícios e queimou incenso nos lugares altos, nas colinas e debaixo de toda a árvore frondosa, imitando as abominações das nações que Deus havia expulsado diante dos israelitas.
Sofreu importantes derrotas militares e não conseguiu obter o apoio da Assíria para controlar os conflitos com as nações vizinhas. Mesmo durante o cerco de Tiglate-Pileser, rei da Assíria, o rei Acaz continou a sua infidelidade a Deus, oferecendo sacrifícios aos deuses de Damasco que o haviam derrotado. Acaz dizia: Os deuses dos reis da Síria os ajudam na guerra. Por isso, eu ofereço sacrifícios a eles também. Esses deuses acabaram tornando-se uma armadilha para Acaz e para todo o Israel. Nessa época, o rei Acaz mandou pedir ajuda ao rei da Assíria. Os edomitas tinham invadido Judá e capturado prisioneiros. Também os filisteus tinham feito incursões na planície e no Neguev de Judá. Tinham tomado as cidades de Bete-Semes, Aialon, Gederot, Soco, Tamma e Ganzo. De fato, Deus estava humilhando Judá, por causa de Acaz, rei de Judá, pois ele levava o povo a extraviar-se, e era infiel a Deus. Acaz ajuntou todos os objetos do Templo de Deus e quebrou tudo. Mandou fechar as portas do Templo de Deus e construiu altares em todas as esquinas de Jerusalém. Construiu lugares altos em todas as cidades de Judá, para queimar incenso aos deuses estrangeiros, provocando a ira do Senhor, Deus de seus antepassados.
Ao falecer, não foi sepultado junto com os restos mortais dos reis de Israel.
A história de Acaz pode ser lida em IV Reis (II Reis 16:1–20) e em II Crônicas (II Crônicas 28:1–27), ambos livros do Antigo Testamento. Isaías 7:1 narra sua campanha contra o Rezim, rei da Síria, e Peca, rei de Israel.

## Reinado
À época de Acaz, o Reino de Judá apresentou visíveis sinais de declínio. O reino vassalo de Edom rebelou-se com sucesso e os filisteus reconquistaram seus territórios na planície costeira. Além disso, os exércitos coligados do Reino de Israel (governado por Peca) e de Aram-Damasco (Síria) invadiram Judá, infligindo severa derrota militar às forças de Acaz. Embora não tenham conseguido tomar Jerusalém, os aliados carregaram consigo imensos despojos e uma grande quantidade de prisioneiros. Foi nessa ocasião que a coalizão invasora removeu o controle de Judá sobre o importante porto de Elate, que foi devolvido aos edomitas.
Acuado, Acaz desprezou as advertências de seu conselheiro, o profeta Isaías, e buscou a proteção da Assíria, enviando uma mensagem e valiosos presentes a Tiglate-Pileser III. Segundo 2Reis 16,7, a mensagem dizia: "Sou teu servo e teu filho. Vem libertar-me das mãos do rei da Síria e do rei de Israel, que se insurgiram contra mim".
Os assírios responderam enviando um poderoso exército que esmagou, rapidamente, os aliados. Damasco foi ocupada e Israel perdeu grande parte de seu território. Todos os reinos da região se tornaram tributários da Assíria, inclusive o Reino de Judá. Em uma inscrição, Acaz é mencionado como um monarca que remete a Nínive, ouro, prata, estanho, ferro, chumbo e peças de vestuário. O Livro dos Reis também registra que ele foi a Damasco prestar homenagem a seu suserano assírio.

## Provas arqueológicas

### A Bula de Acaz
Hoje parte da coleção de Shlomo Moussaieff, a bula - pequeno pedaço de argila que era produzido pela pressão de um selo, principalmente, com a finalidade de assinar correspondências - foi encontrada num mercado de antiguidades, logo, há a dúvida se é uma peça original. 
Nela, além da citação Pertence a Acaz (filho de) Jotão, Rei de Juda há também a impressão digital do Rei.
Com a comprovação da veracidade desta peça, seria, junto com o selo de Usha, a primeira prova arqueológica da existência deste personagem bíblico.

### O selo de Usha
Encontrado em 1940 no mercado de antiguidades, este selo, hoje disposto na Universidade de Yale, confirmaria, indiretamente a existência deste personagem por ter uma citação a ele.

Cunhado em cornalina, uma pedra semi-preciosa alaranjada, este selo em formato de escaravelho e com ícones pagãos egípcios, contém os dizeres Pertence a Ushna, servo de Ahaz.